# Lenguaje honorífico japonés
El idioma japonés posee numerosas expresiones de respeto o también denominado lenguaje honorífico, que están formadas por elementos del lenguaje que permiten mostrar respeto, y cuyo uso es obligatorio en numerosas circunstancias sociales. Las expresiones de respeto en japonés pueden ser utilizadas para enfatizar la distancia social o diferencia de rango, o para enfatizar la proximidad social o similitud de rango.
El sistema de expresiones de respeto en el idioma japonés es muy amplio, e incluye varios niveles de lenguaje respetuoso, humilde y amable, y guarda una gran similitud con los sistemas de respeto del idioma coreano, y algunos elementos del chino.

## Tipos honoríficos
Los honoríficos en japonés son denominados en general keigo (敬語, literalmente "lenguaje respetuoso"), y se distinguen tres categorías: sonkeigo (尊敬語), lenguaje respetuoso; kenjōgo (謙譲語), lenguaje humilde (o "lenguaje modesto"); y teineigo (丁寧語), lenguaje educado. Lingüísticamente, los dos primeros son honoríficos hacia el referente, usados para hacer mención a alguien sobre quien se habla, y la última es una forma de dirigirse honoríficamente usada para referirse a quien se le está hablando. Algunas veces son también usadas dos o más categorías adicionales, lo que da un total de cinco categorías en total: teichōgo (丁重語) "lenguaje cortés" y bikago (美化語), "embellecimiento de las palabras", pero a menudo estas categorías son incluidas en las otras tres: teichōgo como una forma de kenjōgo (humilde), bikago como una forma de teineigo (educado) – estas otras dos categorías usan la misma forma que las categorías general, pero son usadas en contextos diferentes, por lo que han sido diferenciadas por algunos lingüistas. Cada tipo de lenguaje posee su propio vocabulario y terminación verbal.
Por ejemplo, la forma estándar del verbo "hacer" es suru (する). Esta forma es apropiada para ser usada con miembros de la familia y amigos cercanos. La forma educada de suru, para dirigirse honorificamente a alguien es shimasu. Esta forma es apropiada en la mayoría de las interacciones diarias. Cuando se muestra respeto, como cuando se menciona a un cliente o un superior, sin embargo, la palabra respetuosa nasaru y su forma educada nasaimasu es utilizada. Estas palabras respetuosas y humildes son referentes honoríficos, y pueden coexistir con el honorífico usado para referirse directamente a alguien -masu.

### Lenguaje educado
El lenguaje educado, "teineigo (丁寧語)", es caracterizado por finalizar la oración con el vocablo "desu (です) ser/estar" y la terminación del verbo "masu (ます)" y el uso de prefijos como "o (お)" y "go (ご)" para objetos neutrales. Los presentadores de televisión usan invariablemente el lenguaje educado, y es la forma de lenguaje enseñada a la mayoría los alumnos que no son nativos japoneses.
El lenguaje educado puede ser usado para referirse a nuestras propias acciones o las de otras personas.

### Lenguaje respetuoso
El lenguaje respetuoso, "sonkeigo (尊敬語)", es una forma especial o lenguaje alternativo usado cuando se le habla a superiores o clientes. No es usado para hablar de uno mismo. Por ejemplo, cuando un japonés peluquero o dentista pide a su cliente que tome asiento, ellos dicen "o kake ni natte kudasai (お掛けになって下さい)" que significa "siéntese por favor". Sin embargo, usarán el verbo "suwaru (座る)" en vez de  "o kake ni naru (お掛けになる)" para referirse a que ellos mismos tomen asiento. La versión respetuosa del lenguaje solo puede ser usada para referirse a otros.
En general, el lenguaje respetuoso es dirigido a aquellos en posición de poder; por ejemplo, a un superior en el trabajo, o a un cliente. También implica que el que habla está actuando profesionalmente.
Es caracterizado por extensas expresiones educadas. Verbos comunes son reemplazados por verbos alternativos más educados, por ejemplo, "suru (する) hacer" por "nasaru (なさる)", o "hanasu (話す) hablar" por "ossharu (おっしゃる)" cuando el sujeto es una persona a la que se respeta. Algunas de estas trasformaciones abarcan a varias en una misma expresión: "iku (行く) ir", "kuru (来る) venir", y "iru (居る) haber/estar/existir" todas se convierten en "irassharu (いらっしゃる)", y "taberu (食べる) comer" y "nomu (飲む) beber" las dos se transforman en "meshiagaru (召し上がる)".
Los verbos pueden también cambiar a una forma respetuosa. Una forma respetuosa es una modificación del verbo con un prefijo y un sufijo educado.                                    Por ejemplo, "yomu (読む) leer" se convierte en "o-yomi ni naru (お読みになる)", con el prefijo "お" agregado a la "forma い" del verbo, y la terminación del verbo "ni naru (～になる)". También la terminación del verbo "rareru (られる)" puede ser usada, como "yomareru (読まれる).
Los sustantivos también pueden sufrir sustitución para expresar respeto. La palabra normal para persona, "hito 人", se convierte en "kata 方", en lenguaje respetuoso. Normalmente se espera que un cliente es referido como kata en vez de hito.

### Lenguaje humilde
En general, el lenguaje humilde es usado cuando se describen las acciones de uno mismo o acciones de una persona en nuestro mismo grupo hacia otras personas tales como los clientes de un negocio. El lenguaje humilde tiende a implicar que las acciones de uno mismo toman lugar en asistir a la otra persona.
El lenguaje humilde (kenjōgo) es similar al lenguaje respetuoso, sustituyendo verbos con otras formas. Por ejemplo suru (hacer) se convierte en itasu, y morau (recibir) se convierte en itadaku. Estos dos verbos son también vistos en frases hechas como dō itashimashite (de nada) y itadakimasu (いただきます—una frase dicha antes de comer o beber).
Similar al lenguaje respetuoso, los verbos pueden cambiar sus formas agregando un prefijo y el verbo "suru" o "itasu". Por ejemplo, motsu (llevar) se convierte en o mochi shimasu. El uso de las formas humildes pueden implicar hacer algo por otra persona; así un japonés puede ofrecer llevar algo por alguien diciéndole o mochi shimasu. Este tipo de forma humilde también aparece en la frase o matase shimashita, "Lamento haberlo hecho esperar", de mataseru (hacer esperar) con la adición de o y shimasu. Similarmente, o negai shimasu, "por favor [haz esto]", de negau (pedido o esperanza por), de nuevo con la adición de o y shimasu.
Incluso más educado, la forma motasete itadaku literalmente significa "humildemente se le permite llevar". Esta frase será usada para expresar la idea de que "Yo se lo llevaré por favor".
La misma forma puede ser usada cuando el que habla no es el agente, como cortesía hacia el que escucha, como en la frase común 電車が参ります (densha ga mairimasu "el tren está llegando") a la estación. En el caso, el anunciante mismo no está arribando, pero él simplemente está siendo cortés. Algunos lingüistas distinguen esta forma de kenjōgo (donde el que habla es un agente), llamándola como teichōgo (丁重語) "lenguaje cortes", y definiéndola formalmente como:
Honorífico en el que el hablante muestra consideración al que escucha a través de todas las expresiones del objeto.
Esta categoría fue la primera propuesta por Hiroshi Miyachi (宮地裕). Teichōgo, como dirigirse honorífico, es siempre usada con la forma teineigo (-masu), la secuencia educada (usando "go" como un ejemplo) siendo 行く、行きます、参ります.
En el lenguaje humilde, los sufijos de los nombres se reducen cuando se refieren a personas dentro de nuestro grupo. Así, un hablante ejecutivo japonés se presentará a sí mismo y su equipo diciendo "Soy Gushiken el presidente, y este es Niwa, el CEO." 
Similarmente para el lenguaje respetuoso, los sustantivos también pueden cambiar. La palabra hito, 人, significa persona, se convierte en mono, escrita 者. La versión humilde es usada cuando se refiere a uno mismo o un miembro de nuestro grupo, como nuestra misma compañía.

### Verbos respetuosos/honoríficos
| significado                      | simple | respetuoso/honorífico (sonkeigo)                  | humilde (kenjōgo)                   | formal (teineigo)       |
| -------------------------------- | --- | ------------------------------------------------- | ----------------------------------- | ----------------------- |
| ver / mirar / observar           | 見る; miru | ご覧になる go-ran ni naru                         | 拝見する haiken suru                | 見ます mimasu           |
| encontrarse                      | 会う au | regular (ex.お会いになる o-ai ni naru)            | お目にかかる o-me ni kakaru         | 会います aimasu         |
| estar1                           | ある aru |                                                   |                                     | ござる gozaru           |
| estar1                           | いる iru | いらっしゃる irassharu おいでになる o-ide ni naru | おる oru                            | おる oru                |
| venir / ir1                      | 来る kuru (venir) 行く iku (ir)                                                                                | いらっしゃる irassharu おいでになる o-ide ni naru | 伺う ukagau 参る mairu              | 参る mairu              |
| saber                            | 知る shiru | ご存じ go-zonji                                   | 存じあげる zonji ageru              | 存じている zonji te iru |
| comer / tomar                    | 食べる taberu (comer) 飲む nomu (beber)                                                                        | 召しあがる meshi-agaru                            | 頂く itadaku                        | 頂く itadaku            |
| recibir                          | もらう morau                                                                                                   |                                                   | 頂く itadaku2 頂戴する chōdai-suru2 | もらいます moraimasu    |
| dar (el que recibe es respetado) | やる yaru (considerado rudo hoy en día, excepto en el dialecto Kansai) あげる ageru (una vez la forma humilde) |                                                   | 差しあげる sashiageru               | あげます agemasu        |
| dar (el que da es respetado)     | くれる kureru                                                                                                  | くださる kudasaru                                 |                                     | くれます kuremasu       |
| hacer                            | する suru | なさる nasaru                                     | 致す itasu                          | します shimasu          |
| decir                            | 言う iu | おっしゃる ossharu                                | 申し上げる mōshi-ageru 申す mōsu    | 言います iimasu         |
| ponerse                          | 着る kiru | お召しになる omeshi ni naru                       |                                     | 着ます kimasu           |
| dormir                           | 寝る neru | お休みになる o-yasumi ni naru                     |                                     | 休みます yasumimasu     |
| morir                            | 死ぬ shinu | お亡くなりになる o-nakunari ni naru               |                                     | 亡くなる nakunaru       |

1 La distinción entre estos tres verbos es la pérdida en algunas formas de respeto.
2 Las dos son las formas humildes de recibir (もらう morau); también puede ser usada para verbos relacionados como comer (食べる taberu) y tomar/beber (飲む nomu).

### Palabras de embellecimiento
Las palabras de embellecimiento (bikago, 美化語, "discurso embellecido", en tanka algunas veces gago, 雅語, "discurso elegante") es la práctica de hacer las palabras más educadas o "bellas". Esta forma de lenguaje es empleada por el que habla para agregar refinamiento a su alocución. Esto es comúnmente logrado agregando el prefijo o- o go- a una palabra y usando una conjunción con la forma educada de los verbos. En el siguiente ejemplo, o antes de cha,  senbei y la forma educada del verbo son usadas para lograr este efecto.

Ejemplo: 
お茶にお煎餅、よく合いますね O-cha ni o-senbei, yoku aimasu ne:

Té y galletas de arroz van bien (juntas), no es así. 

En una clasificación más fina, el ejemplo de arriba es clasificado como palabra de embellecimiento - en vez de un lenguaje honorífico - ya que el que habla está expresando una opinión general sobre el té y las galletas de arroz y no está siendo intencionalmente respetuoso al que escucha. En el siguiente ejemplo, el que habla se está dirigiendo directamente al que escucha y a los ítems recibidos por él y está considerado lenguaje honorífico.  

Ejemplo: 
お宅様からいただいたお菓子は大変おいしゅうございました O-taku-sama kara itadaita okashi wa taihen oishuugozaimashita:

Los dulces que me has dado fueron deliciosos. 

Ver en la sección Prefijos honoríficos, más abajo, para más información.

## Usos

### Negocios
El uso de honoríficos es considerado muy importantes en los negocios. Generalmente el adiestramiento en el uso de honoríficos no tiene lugar en escuelas o universidades, entonces los aprendices de una compañía son adiestrados en el correcto uso de los honoríficos para clientes o superiores.

### En grupos y fuera de grupos
Cuando se usan formas educadas o respetuosas, el punto de vista del orador es compartido por los oradores dentro-del-grupo (内 uchi), entonces los referentes que están dentro-del-grupo no admiten honoríficos. Por ejemplo, nos referimos con formas humildes cuando hablamos de los miembros de nuestra compañía con otra persona; igualmente, se habla con formas humildes cuando hacemos referencia a nuestra familia ante un invitado. Del mismo modo, para dirigirse o referirse a personas fuera del grupo (外 soto) siempre utilizamos el estilo educado (aunque no necesariamente honorífico).
La maestría en educación y honoríficos es importante para manejarse en la sociedad japonesa. No hablar en forma suficientemente educada puede ser tomado como un insulto, y hablar demasiado educado produce un distanciamiento (y puedes ser insultante) o tomado como sarcástico. Los niños generalmente hablan un lenguaje informal simple, pero se espera que dominen la educación y el honorífico al final de su adolescencia. Las recientes tendencias indican que la importancia de una adecuada educación no es tan alta como era antes, particularmente en regiones metropolitanas. Los estándares son inconsistentemente aplicados a extranjeros, aunque la mayoría de los manuales de estudio promueven la enseñanza del estilo educado antes que otros.

### Diferencias de género
Dependiendo de la situación, el diálogo femenino puede contener más honoríficos que el masculino. En particular, en construcciones informales, es más probable que las mujeres usen un vocabulario educado y prefijos honoríficos, como gohan o taberu para "comer arroz cocido", mientras que los hombres pueden usar vocabulario menos educado como meshi o kū con el mismo significado. Esto es parte de las diferencias en el patrón de habla entre ambos géneros. De todos modos, en muchas construcciones, como las del servicio al cliente, habrá una mínima o ninguna diferencia entre el discurso de ambos géneros.

## Revisión gramatical
Los japoneses tienen funciones gramaticales para expresar muchas emociones diferentes. No solo puede ser expresada educación sino también respeto, humildad y formalidad. 

### Expresiones de educación
Existen tres niveles de educación, simple o directo (普通体 futsūtai o 常体 jōtai), educado o distal (敬体 keitai or 丁寧 teinei), y formal (general, 敬語 keigo o 最敬体 saikeitai). El formal y el educado pueden combinarse. Por ejemplo, para la oración "Este es un libro",
| informal                   | educado                        | formal                             | formal educado                                 |
| -------------------------- | ------------------------------ | ---------------------------------- | ---------------------------------------------- |
| これは本だ kore wa hon da. | これは本です kore wa hon desu. | これは本である kore wa hon de aru. | これは本でございます kore wa hon de gozaimasu. |

El lenguaje informal es usado entre amigos, el estilo distal o educado para inferiores cuando se dirigen a superiores y con extraños o encuentros casuales, y el estilo formal generalmente en escritos o discursos preparados. Los verbos en los estilos formal simple e informal son iguales, con la excepción del verbo de aru usado con el verbo copulativo. Sin embargo, el lenguaje formal japonés usa diferentes estructuras y vocabulario que el lenguaje informal. Por ejemplo, el lenguaje formal usa muchos kanjis agrupados de a dos derivados de palabras Chinas conjugados con  suru, y sustituye vocabulario altamente formal como joshi por josei (mujer).

### Expresando respeto
Además de esto, hay otro factor, el respeto, que es indicado aún en otros modos.
Para cada nivel de educación existe dos formas respetuosas (敬語 keigo). 
1. El lenguaje de respeto (尊敬語 sonkeigo) forma que muestra respeto al sujeto de la oración.
2. El lenguaje humilde (謙譲語 kenjōgo) forma que da respeto al objeto (directo o indirecto) mediante una variedad de significados, siendo el más común para un orador humilde.

Estas formas de respeto son representadas por diferentes terminaciones verbales. Como los verbos en japonés se ubican al final de la oración, la mayoría de los factores de formalidad, educación, y respeto se expresan en el final de la oración.
| Forma simple          | ジョンさんが佐藤さんを待つ Jon san ga Satō san wo matsu. John espera por Sato. |
| Respeto por el sujeto | 先生がお待ちになる Sensei ga o-machi-ni-naru. (El) maestro espera.             |
| Respeto por el objeto | 先生をお待ちする Sensei wo o-machi-suru. Esperamos por ti, maestro.            |

La forma humilde o-machi-suru implica que la espera u otra actividad está siendo (humilde) por el orador en beneficio de la persona a la que se dirige. Así una oración humilde es improbable que tome lugar en tercera persona del sujeto. Por ejemplo, una oración como jon ga sensei wo o machi suru (John espera por el maestro) es improbable que ocurra.

## Títulos honoríficos
En el idioma japonés existen títulos y honoríficos al igual que en otros idiomas, con la particularidad que tienen mayor cantidad que el español o el inglés; otra particularidad es que se usan al final del nombre o apellido y no al comienzo (en español sería don Alejandro y en japonés sería Alejandro-san, por ejemplo).

## Peticiones
En japonés las peticiones y comandos tienen diferentes formas dependiendo a quien se dirige y quien las hace. Por ejemplo, la frase yoroshiku o negai shimasu, que significa "le pido un favor" puede tomar varias formas. En la parte más baja de esta escala viene 
yoroshiku tanomu,
que será usado entre amigos hombres. Es una variante más educada
yoroshiku tanomimasu
puede ser usada para personas menos familiares o para superiores.
Ascendiendo en educación, la frase
yoroshiku onegai shimasu
significa lo mismo, pero es usada en ambientes de negocios. Es posible seguir ascendiendo, remplazando el educado "shimasu" con el humilde itashimasu, consiguiendo
yoroshiku onegai itashimasu.
En japonés extremamente formal, como el usado en tarjetas de felicitación de Año Nuevo, será remplazado por la incluso más educada expresión
yoroshiku onegai mōshiagemasu.
Cuando se hacen peticiones, en lo más bajo de la escala de educación viene el imperativo simple tabero o kue, literalmente "Come!", una orden simple para ser dicha a un inferior o alguien que se considera no tiene opción, como un prisionero. Esta forma puede llevar odio. De este modo, el sufijo "no/n da" puede producir la orden: taberu n da, o kuu n da "Come!". Para expresar odio, el sufijo yagaru también existe: "kuiyagare", una instrucción extremadamente fuerte y con odio que indica comer, expresando desprecio por el destinatario. 
Las negativas son formadas con la adición del sufijo na: taberu na "no comas", gomi o suteru na: "no tire basura". Del mismo modo, el negativo de da, ja nai, puede ser usado: taberu n ja nai.
Más educado, aunque sigue siendo estricto, es el sufijo nasai, que se coloca a la forma-i del verbo. Esto se origina en el verbo educado nasaru. Tabenasai esta es una orden tal vez dada por un padre a su hijo. Coloquialmente es a menudo reducida a na, formando tabena. Esta forma no tiene negativo gramatical.
Las peticiones pueden también ser formadas adicionando la forma "te" de un verbo. Las formas más sencillas agregan kure, una forma irregular del verbo kureru, a la forma te. Por ejemplo tabete kure o kutte kure: "cómelo", menos fuerte que "tabero". Las negativas son hechas usando la negativa de la forma "te": tabenaide kure o kuwanaide kure "no lo comas".
Subiendo en la escala de educación, el verbo más educado kudasai es adicionado. Por ejemplo tabete kudasai. Con esta forma educada, el verbo tosco kū es improbable que sea utilizado. Del mismo modo, tabenaide kudasai: "por favor no lo comas". 
Una entrada similar en la escala de educación es hecha por el uso de la forma imperativa del verbo educado. Por ejemplo, meshiagaru, el verbo educado para "comer", cuando se lo lleva a meshiagare, el imperativo, se transforma en la respuesta a la frase hecha itadakimasu.
Adicionalmente, formas más educadas son también posibles. Estas implican la forma-i del verbo en vez de la "forma te", y un prefijo honorífico (ver más abajo prefijos honoríficos: verbos). Por ejemplo, tsukau, "usar", se convierte en o tsukai kudasai: "por favor use esto". La educación puede ser llevada más lejos mediante la conjugación de kudasaru en su forma masu y usando un imperativo, que se convierte en "o tsukai kudasaimase." La más educada forma de esto sería "o tsukai ni natte itadakimasen deshou ka."  "Usted probablemente no hará el favor de usar este honorable?". De todos modos, lenguajes como este, son raramente usados.
Otras formas de incrementar la educación implican indirección en las peticiones: kore o tsukau you ni o negai shimasu: "Humildemente pido que usted piense sobre usar esto".

## Prefijos honoríficos

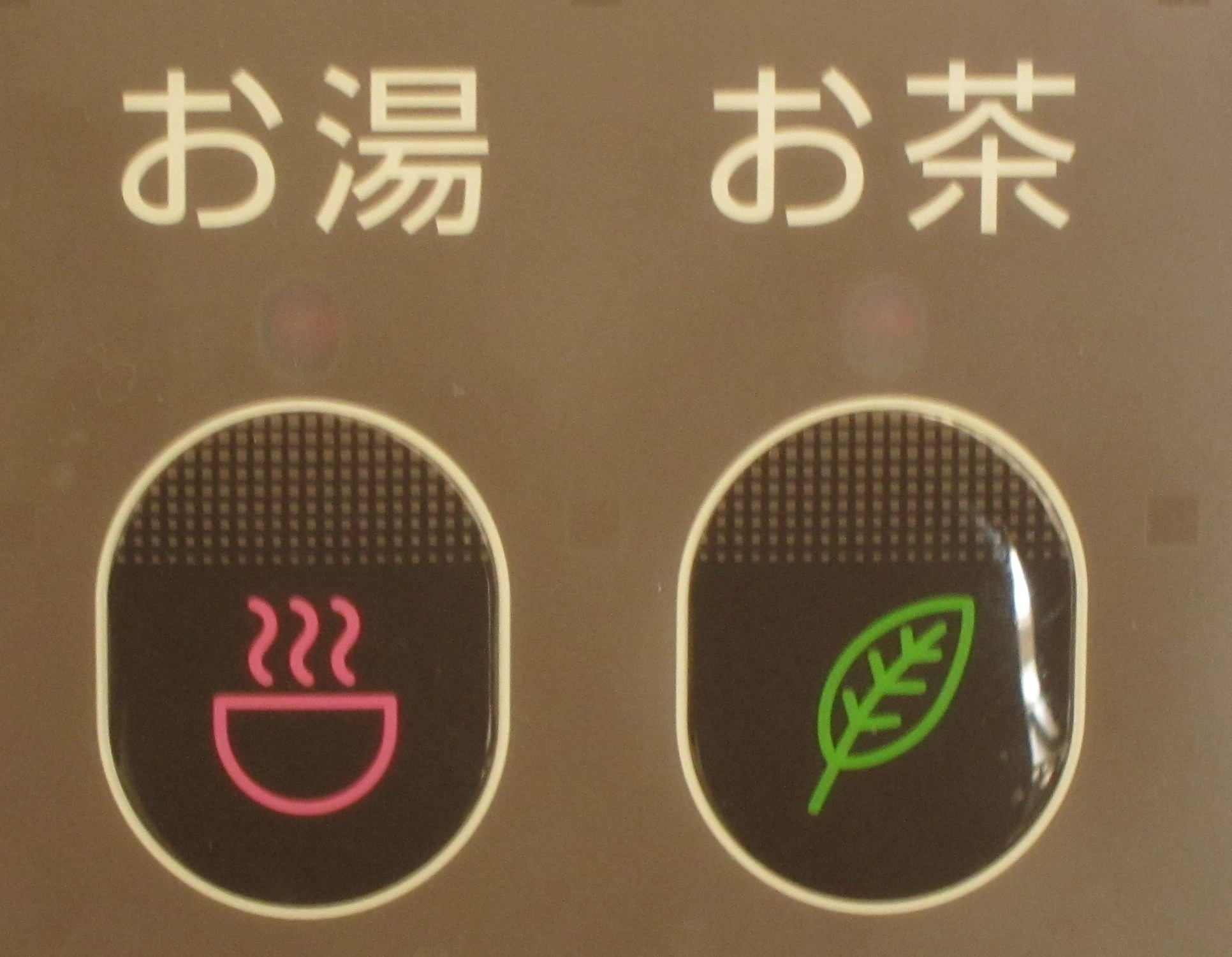
Los bellos prefijos お〜 y ご〜 son comúnmente usados para ciertas palabras, como お湯 (o-yu) y お茶 (o-cha) – agua caliente y té – en esta máquina.

El prefijo bikago (embellecedor) o- y go- (ambos escritos 御, o en hiragana) son prefijos honoríficos que son aplicados a los sustantivos y en algunos contextos a los verbos. En general, go- precede a palabras sino-japonesas (que son, palabras tomadas del Chino o hechas de elementos Sino-japoneses), mientras o- precede de palabras japonesas nativas. De todos modos, existen excepciones, como en la palabra sino-japonesa para teléfono (denwa), que toma el honorífico o-.
Este prefijo es usado para dos propósitos: para hablar respetuosamente sobre un superior de la familia, pertenencias, o acciones (como parte de 尊敬語, sonkeigo); o para hablar generalmente refinado o en un modo educado (敬語 keigo generalmente, específicamente 美化語, bikago).

### Usos
Debido a que estos honoríficos son a menudo traducidos al español como "honorable" ("o-denwa," por ejemplo, será "el honorable teléfono") esta traducción es difícil de manejar y no transmite el verdadero sentimiento de su uso en japonés. Estos prefijos son esencialmente intraducibles, pero su uso indica un educado respeto por el ítem nombrado o la persona o sobre lo que el orador está hablando. Una traducción más corta es "querido" - por ejemplo, o-ko-san, お子さん, traducido idiomáticamente como "querido niño" - y un sentimiento similar es expresado en la expresión española como "¿Gustarías una taza de té?" o "¿Quieres un poco de té?" (como oposición al simple "¿Quieres un té?").
Al igual que con las formas de palabras honoríficas y títulos, los prefijos honoríficos son usados cuando nos referimos a o hablamos con un superior social, o hablamos de las acciones de un superior o posesiones, o los pertenecientes a su grupo
Por ejemplo, cuando nos referimos a nuestra orden en un restaurante, uno debe usar chūmon, pero el personal del restaurante usara go-chūmon.  Del mismo modo, kazoku significa "mi familia," mientras go-kazoku significa "su familia" (o, en términos generales, la familia de alguien).
Existen algunas palabras que frecuentemente o siempre llevan prefijos, indiferentemente de quien está hablando y a quién; estos serán ítemes cotidianos con una significación cultural particular, como el té (o-cha) y el arroz (go-han). La palabra meshi, el equivalente japonés del Sino-Japanese go-han, es considerado duro y masculino (男性語). Los prefijos honoríficos pueden ser usados por otros ítemes, posiblemente para un efecto cómico o sarcástico (por ejemplo, o-kokakōra, "honorable Coca-Cola"). Sobre uso de prefijos honoríficos puede ser tomado como pretencioso, y como con otros lenguajes educados, son más usados por mujeres que por hombres.
En la ceremonia del té, los ingredientes y el equipamiento siempre lleva el honorífico o- o go-, incluyendo el agua (o-mizu), agua caliente (o-yu), y cuencos de té (o-chawan). De todas maneras, estos términos son oídos también en la vida diaria.
Los préstamos lingüísticos extranjeros o (gairaigo, excepto los que viene del Chino; ver más arriba) raramente toman honoríficos, pero cuando lo hacen se prefiere usar o- en vez de go-. Por ejemplo o-bīru (bīru: cerveza), que puede ser escuchado en los restaurantes, o-kādo (kādo: tarjeta, para tarjetas de crédito o de puntos), que es usada en supermercados y negocios, y o-sōsu (honorable salsa).

### Verbos
Para los verbos, una respetuosa petición – o más bien una orden educada – dirigida a un grupo puede ser formulada usando 御〜, seguida del pie-masu (連用形), seguido por  (下さい kudasai?, por favor). Para verbos chinos (kango + suru), el prefijo es generalmente go-, mientras que para prefijos japoneses se utiliza o-. Este generalmente es escrito en kana. El uso más común se oye  (ご注意ください go-chūi-kudasai?, por favor se cuidadoso) (verbo chino), que es usado de forma generalizada en anuncios grabados en Japón (escaleras mecánicas, trenes y subterráneos, camiones de giro), pero otros verbos también son usados frecuentemente, como  (お座りください o-suwari-kudasai?, por favor siéntese) (Verbo japonés).
El prefijo respetuoso también puede ser usado en verbos honoríficos, cuando se habla acerca de un superior, en este caso es formado por o-, seguido del pie-masu, seguido por  (〜になる -ni-naru?) (conjugado adecuadamente), como en  (お帰りになりました o-kaeri-ni-narimashita?, fui a casa).

### Nombres de mujeres
O- era también el prefijo honorífico comúnmente usado para nombres femeninos en el Japón antes de la guerra, en este caso solo las primeras dos sílabas del nombre de la mujer serán usadas en la conjunción. Por ejemplo,  (花子 Hanako?) será referida como  (お花 O-hana?),  (春美 Harumi?) será  (お春 O-haru?) y  (雪 Yuki?) se transformará en  (お雪 O-yuki?). Este era un honorífico menos educados que "san". Por ejemplo, una sirvienta llamada Kikuko será referida como O-kiku en vez de Kikuko-san. Este uso ha desaparecido en el japonés actual, y ha sido reemplazado por el uso del sufijo diminutivo -chan en lugar de (-kun usado en el masculino), como en Aki-chan por Akiko.

### Formas raras
También existe el raro prefijo mi-, que es en su mayoría usado en palabras relacionadas con dioses y emperadores, como mi-koshi (御輿, "santuario portátil" en Shinto) y mi-na (御名, "el nombre sagrado" en Cristianismo). Sin embargo, en este contexto es a menudo remplazado por 神 ("dios", también pronunciado mi-), y una más 御 (お-, pronunciado o-) y se puede añadir, como en 御神輿 (o-mi-koshi). Algunas veces la lectura es ambigua - por ejemplo, 御霊屋 "mausoleo" puede ser pronunciado  mi-tama-ya o o-tama-ya.
Raramente, es usado 御 en vez del sufijo honorífico, notablemente en 甥御 oigo "su sobrino" y 姪御 meigo "su sobrina".
El carácter 御 tiene otras lecturas, notablemente gyo y on, como en  (御苑 gyo-en?, jardín imperial, literalmente "jardín honorable"), pero estos no son productivos (no son usados para formar nuevas palabras, solo las existentes).
En un caso, se usan tres honoríficos, usando la palabra o-mi-o-tsuke, un término educado para la sopa de miso, que es normalmente referida como  (味噌汁 miso-shiru?, sopa de miso). Esto puede usar el kanji escrito de muchas formas, incluyendo  (御御御汁?  honorable-honorable-honorable sopa), pero también  (御味御汁?  honorable sabrosa honorable sopa) (味 = mi, sabrosa), y la 御御御〜 ortografía puede ser considerada ateji, un juego de palabras 御 y 味 ambos leyéndose mi.

## Análogos en inglés
Mientras que el inglés tiene diferentes registros lingüísticos, sus niveles de formalidad y educación no son tan formales como en japonés. De todos modos, pueden ser instructivas demostrando una idea del lenguaje japonés. El rango de los imperativos en inglés pueden ir del terminante ("Give me the book" "dame el libro"), al indirecto y elaborado ("If it's not too much trouble, could you please be so kind as to pass me the book?" "Si no es mucha molestia, podrías por favor ser tan amable de pasarme el libro?" – note el uso de la forma potencial, como en el japonés).
Del mismo modo, cambios en el uso de palabras pueden hacer el lenguaje más floreado o respetuoso – en vez de "Do you know?" "¿Sabe usted?", uno debería decir "Are you familiar with?" o "Are you acquainted with?" ambas "¿Conoce usted?", comunicando alguna idea del 知る versus ご存知だ。 En inglés, palabras de origen germánico son generalmente simples, las del francés son generalmente más floreadas (comparar "drink" "bebida" versus "beverage" "bebida"), y las del latín son más formales y técnicas (ver Anglish y artículos relacionados); del mismo modo, en japonés, las palabras de origen japonés son más simples, mientras que palabras de origen chino son más formales. Estas no son reglas rudimentarias, pero dan una idea de los diferentes grados.
El lenguaje humilde es menos común en el inglés moderno, pero es encontrado en algunos contextos, como cuando los invitados dicen "I am honored to be here,""Tengo el honor de estar aquí"  (en vez de "I am glad to be here" o "I am happy to be here" "Tengo suerte de estar aquí" o "Estoy feliz de estar aquí") y despedidas como "Sincerely" "Sinceramente", que eran antiguamente más formales y humildes, como esta "I am, Sir, your most humble and obedient servant," "Yo soy, señor, su más humilde y obediente servidor," y similares.

## Keigo de manual
Una forma de keigo ersatz es usado en algunos negocios y restaurantes de comida rápida, por los más jóvenes, también por los empleados de tiempo parcial – todavía no capacitados en el uso del keigo estándar – siendo instruidos a usar esta forma mediante manuales de instrucción. En consecuencia, es conocido como マニュアル敬語 (manyuaru keigo, "keigo de manual") o バイト敬語 (baito keigo, "keigo de tiempo parcial"). Que agrupa varias formas que horrorizan a los lingüistas puristas y confunden a aquellos que no están familiarizados con las convenciones. Un ejemplo común es "udon ni narimasu" (literalmente "[esto] se transforma en udon", "[esto] será udon") como una forma educada similares a "udon desu" ("[esto] es udon"), en vez del estándar "udon de gozaimasu" ("[esto] es udon (educado)") – el manual de formas keigo es  proscrito a la base de que udon no se transforma en nada, y "ni naru" no es un keigo apropiado.
Esto puede ser comparado al uso en español de la frase "Estaremos aterrizando momentáneamente" (literalmente "Estaremos aterrizando por el momento [pero luego hablando inmediatamente]") por "Estaremos aterrizando pronto" – tradicionalmente incorrecto pero ahora de uso común y con origen en un entrenamiento estandarizado.

## Lectura adicional
- Okamoto, Shinichiro (2002). «Politeness and the Perception of Irony: Honorifics in Japanese».  En Universidad Aichi Gakuin, ed. Metaphor and Symbol 17 (2): 119-139. doi:10.1207/S15327868MS1702_3.